# Adrian Napierała
Adrian Napierała (ur. 16 lutego 1982 w Gorzowie Wielkopolskim) – polski piłkarz grający na pozycji obrońcy, trener piłkarski.
Wychowanek Warty Wawrów. Od sezonu 1996/1997 grał w MSP Szamotuły. W swojej karierze grał również w Aluminium Konin, ŁKS Łódź, Pogoni Szczecin, Jagiellonii Białystok, GKS Katowice i Puszczy Niepołomice.